# Manu Trigueros
Manuel „Manu” Trigueros Muñoz (Talavera de la Reina, 1991. október 17. –) spanyol labdarúgó, jelenleg a Villarreal középpályása.

## Pályafutása

### Klubkarrierje
Trigueros Talavera de la Reina-ban született, Kasztília-La Mancha autonóm közösségben, Toledo tartományban. Profi karrierjét a Real Murcia B csapatában kezdte. 2010 júniusában debütált a spanyol másodosztályban. A Real Murciánál egy szezont játszott végig, ezután a Villarreal CF csapatához igazolt, és a C csapatban játszott egy ideig.
Trigueros 2011. június 4-én debütált a B csapattal egy Real Betis elleni 2–1-re elveszített mérkőzésen a másodosztályban, 30 perc játéklehetőséget kapott. 2012. február 11-én egy CE Sabadell FC elleni 3–1-re elveszített mérkőzésen megszerezte első gólját a csapattal, egyben a mérkőzésen ő szerezte csapata egyetlen gólját. A Villarreal CF első csapata a bajnokságot követően kiesett az első osztályból, és így Trigueros ott folytatta tovább pályafutását.
2012 júniusában Trigueros már hivatalosan a Villarreal első csapatában játszott. A 2012–13-as szezonban 36 mérkőzésen 3 gólt szerzett, és csapata feljutott az első osztályba.
Trigueros első pályára lépésére az élvonalban 2013. augusztus 19-én került sor egy UD Almería elleni 3–2-re megnyert mérkőzésen, Tomás Pinát váltotta az 53. percben. Első gólját 2014. február 3-án szerezte egy CA Osasuna elleni 3–1-re megnyert mérkőzésen.

## Sikerei, díjai

### Klub
- Villarreal
  - Európa-liga: 2020–21[12]

### Egyéni
- A szezon csapata (La Liga): 2016–17[13]

## Fordítás
Ez a szócikk részben vagy egészben  a   Manu Trigueros című angol Wikipédia-szócikk fordításán alapul.  Az eredeti cikk szerkesztőit annak laptörténete sorolja fel. Ez a jelzés csupán a megfogalmazás eredetét és a szerzői jogokat jelzi, nem szolgál a cikkben szereplő információk forrásmegjelöléseként.